# Orlík nad Vltavou
Orlík nad Vltavou là một làng thuộc huyện Písek, vùng Jihočeský, Cộng hòa Séc.